# Spilosoma albipalpata
Spilosoma albipalpata är en fjärilsart som beskrevs av Matsumura 1927. Spilosoma albipalpata ingår i släktet Spilosoma och familjen björnspinnare. Inga underarter finns listade i Catalogue of Life.